# Stenoptilia karsholti
Stenoptilia karsholti là một loài bướm đêm thuộc họ Pterophoridae. Loài này có ở Peru.
Sải cánh dài 15–17 mm. Con trưởng thành bay at the end of tháng 3 và the beginning tháng 4.
The hostplant is unknown, but cá thể trưởng thành được ghi nhận flying around a Gentiana species.